# August Alsina
August Anthony Alsina Jr. (nacido el 3 de septiembre de 1992) es un cantante estadounidense de Nueva Orleans, Luisiana el cual trabajó con el sello discográfico Def Jam Recordings. Lanzó su primer álbum The Product en 2012, seguido por The Product 2 y su primer EP Downtown: Life Under the Gun en 2013, lanzado bajo el sello discográfico perteneciente a The-Dream: Radio Killa Records junto con Def Jam Recordings. Después de esto, Alsina lanzó su álbum debut Testimony en 2014, después de obtener mucho éxito con sus sencillos de platino «I Luv This Shit» (en colaboración con Trinidad James) y «No Love» (en colaboración con Nicki Minaj). En 2015, lanzó su segundo álbum llamado This Thing Called Life. Después de abandonar Def Jam y tras un largo descanso, Alsina lanzó su EP: Forever and a Day en 2019. En 2020, lanzó su tercer álbum The Product III: State of Emergency, junto con una serie documental de su vida, dividida en cinco partes, que habla de su familia, su salud, y su «lio» con la actriz Jada Pinkett Smith que recibió mucha cobertura mediática.

## Infancia
Alsina nació el 3 de septiembre de 1992 en Nueva Orleans, Luisiana. Fue a la secundaria en Nueva Orleans. A pesar de que nadie en su familia tuviera una inclinación por la música, al ver a Lauryn Hill en Sister Act 2  se sintió inspirado para comenzar a cantar y comenzó a subir vídeos a YouTube en 2007 a los 14 años, empezando con un cover de «Hypothetically» por Lyfe Jennings.
Como su padre y su padrastro estaban luchando contra su adicción al crack, la madre de Alsina lo mandó a Houston, Texas, con la esperanza de un nuevo comienzo después del Huracán Katrina en 2005. Tiempo después el padre de Alsina murió. Alsina fue echado de su casa después de haber tenido problemas con su madre. Después de que su hermano mayor, Melvin La'Branch III, fuera asesinado a tiros el 31 de agosto de 2010, comenzó a enfocarse más en su música, y se mudó a Atlanta en 2011.

## Carrera

### 2012 – 2014:Downtown: Life Under the Gun and Testimony
Su primer mixtape, The Product, fue lanzado en abril de 2012, a pesar de haber lanzado un mixtape «sin título» con seis covers acústicos previamente, en octubre de 2011. Su sencillo «I Luv This Shit», en colaboración con Trinidad James, se lanzó en enero de 2013, y fue seguido por su mixtape, The Product 2, en mayo de 2013.
El EP Downtown: Life Under The Gun se publicó el 20 de agosto de 2013 junto con un vídeo para su canción «Hell on Earth» que se lanzó el mes siguiente. El 9 de diciembre de 2013, el tercer sencillo de su EP Downtown: Life Under the Gun: Ghetto en colaboración con Rico Homie Quan se estrenó en la estación de radio urban contemporary, donde fue la canción más reproducida durante la semana del 12 de diciembre de 2013. El 14 de enero de 2014, Alsina lanzó «Make It Home» en colaboración con Jeezy, como el sencillo principal de su primer álbum de estudio. Junto con su estreno, se reveló que el álbum se titularía «Testimony», el cual salió el 15 de abril de 2014. En 2014, Alsina fue nombrado parte de la lista freshman class (una lista anual que nombra a los mejores artistas «underground» o poco conocidos) en la revista XXL.

### 2015 – 2016:This Thing Called Life
El 11 de diciembre de 2015, Alsina lanzó su segundo álbum de estudio This Thing Called Life. Alcanzó por primera vez el número 14 en la lista del Billboard200, consiguiendo vender 41,000 copias su disco en Estados Unidos en la primera semana de lanzamiento. El álbum incluye cinco sencillos: «Hip Hop», «Why I Do It» (en colaboración con Lil Wayne), «Song Cry», «Been Around The World» (en colaboración con Chris Brown) y «Dreamer».

### 2017 – Presente:The Product III: StateofEMERGEncy
Alsina estuvo trabajando en su tercer álbum de estudio desde 2017. El 6 de enero de 2017, lanzó el sencillo «Drugs». Después, el 1 de junio de 2017, lanzó «Lonely», y el 6 de junio de 2017 salió el sencillo «Don't Matter», para formar parte del álbum. Finalmente, el álbum The Product III: State of Emergency se lanzó el 26 de junio de 2020. El cantante anunció que el álbum trata de los obstáculos en su vida, su crianza bajo un padre adicto al crack, la pérdida de su padre y su hermana, y el tener tomar custodia de sus tres sobrinas, así como su batalla contra la enfermedad autoinmunitaria de la cual es víctima.
El 21 de septiembre de 2021, anunció que es «probable» que se retire de la música.

## Arte
La música de Alsina generalmente se categoriza como R&B, a menudo fusionando con el Hip-hop. Sus influencias musicales son Chris Brown, Usher y Lyfe Jennings.

## Vida personal

### Condición de salud
En 2017, el cantante reveló que sufre de una severa enfermedad autoimmune la cual ataca a su hígado. Esta enfermedad le ha causado múltiples incidentes, incluyendo un colapso en el escenario en 2014.
El 8 de julio de 2019, Alsina actualizó a sus seguidores sobre su estado de salud después de haber recibido un susto al ser hospitalizado tras sufrir una pérdida de movilidad, más tarde él declaró que esta pasando un «montón» de pruebas donde decían que tiene daño nervioso por todo su cuerpo.

### Relación con Jada Pinkett Smith
El 30 de junio de 2020, Alsina dijo que había recibido el permiso Will Smith para estar en una relación romántica con su mujer Jada Pinkett Smith. Al día siguiente, un representante de Pinkett Smith emitió un comunicado sobre las afirmaciones, refiriéndose a ellas como absolutamente falsas. Sin embargo, el 10 de julio, en un episodio de su programa de entrevistas Red Table Talk, junto a Will Smith, Jada reveló que sí tuvo una relación romántica con Alsina durante cuatro años y medio cuando ella y Will estaban separados. Afirmó que se había metido en una relación diferente (lio) con August. Jada y Will negaron que Will le diera permiso a Alsina para tener una relación con Jada diciendo que Alsina lo pudo haber percibido como un permiso ya que ellos (Will y Jada) estaban separados amistosamente. Pinkett Smith afirmó además que quería «curar» a Alsina, pero que primero se tenía que curar a sí misma. Ella y Will finalmente se reconciliaron después de que ella rompiera con Alsina; ella dice que no ha hablado con Alsina desde entonces.
Después de que Jada usara la palabra «lio» (entanglement) para referirse a su relación con Alsina esta se hizo viral en Internet y Alsina lanzó una colaboración titulada «Entanglements» con el rapero Rick Ross el 19 de julio de 2020, en la que canta «you left your man just to f*ck with me and break his heart» (Dejaste a tu hombre sólo para joderme y romperle el corazón).
El 22 de noviembre de 2022, Alsina presentó públicamente a su novio 

## Discografía
- Testimony (2014)
- This Thing Called Life (2015)
- The Product III: State Of Emergency (2020)

## Premios y nominaciones

### Los premios BET
| Año  | Nominado/ trabajo | Premio                             | Resultado |
| ---- | ----------------- | ---------------------------------- | --------- |
| 2014 | August Alsina     | Mejor Artista Masculino de R&B/Pop | Nominado  |
| 2014 | August Alsina     | Mejor Artista Nuevo                | Ganado    |
| 2014 | «I Luv This Shit» | Mejor Colaboración                 | Nominado  |
| 2014 | «I Luv This Shit» | Coca-Cola Viewers' Choice Award    | Ganado    |
| 2015 | August Alsina     | Mejor Artista Masculino de R&B/Pop | Nominado  |
| 2015 | No Love (Remix)   | Mejor Colaboración                 | Nominado  |

## Giras

### Headlining
- Testimony Live[37] (2014)

### Opening act
- The UR Experience Tour (2014) (con Usher)